# آن ويلسون
آن ويلسون (بالإنجليزية: Anne Wilson)‏ هي فنانة تنصيبية أمريكية، ولدت في 1949 في ديترويت في الولايات المتحدة.